# آدمیر راکه کائفر
آدمیر راکه کائفر (پرتغالی: Ademir Roque Kaefer؛ زادهٔ ۶ ژانویهٔ ۱۹۶۰) بازیکن فوتبال اهل برزیل است.
از باشگاه‌هایی که در آن بازی کرده‌است می‌توان به باشگاه فوتبال راسینگ کلوب آویاندا، باشگاه ورزشی اینترناسیونال، و باشگاه ورزشی کروزیرو اشاره کرد.
وی همچنین در تیم‌های ملی فوتبال برزیل، و برزیل، بازی کرده‌است.
وی در مسابقات کشوری و بین‌المللی در مجموع برندهٔ ۱ مدال طلا، ۲ مدال نقره شده‌است.